# Oxalis alpina
Oxalis alpina är en harsyreväxtart som beskrevs av Joseph Nelson Rose och Paul Erich Otto Wilhelm Knuth. Oxalis alpina ingår i släktet oxalisar, och familjen harsyreväxter. Inga underarter finns listade i Catalogue of Life.